# Merkengerst
Merkengerst ist eine Ortschaft und eine Katastralgemeinde der Gemeinde Kirchschlag im Bezirk Zwettl in Niederösterreich.
Die Rotte liegt östlich von Kirchschlag und südwestlich der Bundesstraße B217 (Ottenschlager Straße) in einem Seitental der Kleinen Krems.

## Geschichte
Der Ort wird spätestens 1371 zum ersten Mal schriftlich erwähnt.
Im Eintrag der Josephinischen Fassion aus Jahre 1786/87 gab es im heutigen Ort 7 Häuser.
Im Jahr 1822 wurde der Ort als Dorf mit acht Häusern genannt, das nach Kirchschlag eingepfarrt war, wohin auch die Kinder eingeschult wurden. Die Herrschaft Leiben besaß die Ortsobrigkeit, die Konskription besorgte die Herrschaft Gutenbrunn. Die Landgerichtsbarkeit wurde von der Herrschaft Pöggstall ausgeübt. Die Untertanen und Grundholde des Ortes gehörten der Herrschaft Leiben.
Nach der Entstehung der Ortsgemeinden 1849 wurde der Ort eine Katastralgemeinde der Ortsgemeinde Kirchschlag.
Im Adressbuch von Österreich war hier im Jahr 1938 ein Viehhändler verzeichnet.

## Siedlungsentwicklung
Zum Jahreswechsel 1979/1980 befanden sich in der Katastralgemeinde Merkengerst insgesamt 7 Bauflächen mit 5.631 m² und 2 Gärten auf 92 m², 1989/1990 gab es 13 Bauflächen. 1999/2000 war die Zahl der Bauflächen auf 25 angewachsen und 2009/2010 bestanden 19 Gebäude auf 44 Bauflächen.

## Bodennutzung
Die Katastralgemeinde ist landwirtschaftlich geprägt. 90 Hektar wurden zum Jahreswechsel 1979/1980 landwirtschaftlich genutzt und 20 Hektar waren forstwirtschaftlich geführte Waldflächen. 1999/2000 wurde auf 83 Hektar Landwirtschaft betrieben und 26 Hektar waren als forstwirtschaftlich genutzte Flächen ausgewiesen. Ende 2018 waren 75 Hektar als landwirtschaftliche Flächen genutzt und Forstwirtschaft wurde auf 28 Hektar betrieben. Die durchschnittliche Bodenklimazahl von Merkengerst beträgt 15,1 (Stand 2010).